# Ashanti Douglas
Ashanti Shequoiya Douglas (ur. 13 października 1980 w Glen Cove) – amerykańska piosenkarka, producentka muzyczna, tancerka, poetka, aktorka, autorka tekstów piosenek (m.in. dla Jennifer Lopez, Christiny Milian i Toni Braxton) oraz projektantka ubrań.
Zdobyła sławę na początku 2000. Ośmiokrotnie była nominowana do nagrody muzycznej Grammy. Otrzymała ją jednokrotnie za najlepszy album R&B w 2003. Po dłuższej nieobecności ukazał się jej album The Declaration 2008.

## Życiorys
Mając sześć lat zaczęła śpiewać w lokalnym chórze gospel. Jej walory głosowe doceniono dość szybko. Pierwszy kontrakt płytowy podpisała w wieku lat 14, a drugi trzy lata później. Wówczas jeszcze nie odniosła wielkiego sukcesu. M.in. brała w tym czasie udział w musicalu telewizyjnym „Polly” wyprodukowanym w wytwórni The Walt Disney Company.
Jej kariera nabrała tempa po poznaniu Irvina Gottiego, szefa Murder Inc., uważanego za „guru czarnej muzyki”. Dostrzegł on najpierw jej umiejętności taneczne i aktorskie, a następnie wokalne. Gotti załatwił swojej podopiecznej gościnny udział w nagraniu „How We Roll” Big Pun'a. Następnie nagrała serię duetów, dzięki którym stała się rozpoznawalna także poza granicami USA (m.in. „Always On Time” Ja Rule'a, „What's Love” Fat Joe). Kilka razy znajdowała się na szczycie amerykańskiej listy singli.
Jej debiutancką płytę LP „Ashanti” (2002) w pierwszym tygodniu kupiło w samych Stanach Zjednoczonych pół miliona osób. Materiał wokalistka napisała w większości sama. Artystka w 2003 roku otrzymała nagrodę Grammy za najlepszy album R&B i była nominowana do wyróżnienia w kategorii „najlepszy nowy artysta”.

## Filmografia

### Filmy
- Sabrina - nastoletnia czarownica (2002)
- Bride and Prejudice (2004)
- Coach Carter (2005)
- The Muppets' Wizard of Oz (dla telewizji) (2005)
- John Tucker Must Die (2006)
- Resident Evil: Extinction (2007)

### Seriale
- Sabrina, nastoletnia czarownica (2002) – gościnnie, jako ona sama.
- Dynastia, Netflix, S3:05  (2019) - gościnnie, jako ona sama.

## Dyskografia

### Albumy
| 2002                           | Ashanti - Data: 2 kwietnia 2002 - Wydawca: Murder Records                 | 1   | 3  | 10 |
| 2003                           | Chapter II - Data: 5 sierpnia 2003 - Wydawca: Murder Records              | 1   | 5  | 12 |
| 2003                           | Ashanti's Christmas - Data: 18 listopada 2003 - Wydawca: The Inc          | 160 | –  | –  |
| 2004                           | Concrete Rose - Data: 14 grudnia 2004 - Wydawca: The Inc                  | 7   | 25 | 36 |
| 2005                           | Collectables By Ashanti - Data: 6 grudnia 2005 - Wydawca: Def Jam         | 59  | –  | –  |
| 2008                           | The Declaration - Data: 3 czerwca 2008 - Wydawca: The Inc/UniversalMotown | 6   | –  | –  |
| „–” pozycja nie była notowana. |                                                                           |     |    |    |

### Single
| Rok  | Piosenka                                                                    | USA | USA R&B | UK | Album                               |
| ---- | --------------------------------------------------------------------------- | --- | ------- | -- | ----------------------------------- |
| 2001 | „Always on Time” (Ja Rule z Ashanti)                                        | 1   | 1       | 6  | Pain Is Love                        |
| 2002 | „Foolish”                                                                   | 1   | 1       | 4  | Ashanti                             |
| 2002 | „What's Luv?” (Fat Joe z Ashanti)                                           | 2   | 3       | 4  | Jealous Ones Still Envy (J.O.S.E.)  |
| 2002 | „Happy”                                                                     | 8   | 6       | 13 | Ashanti                             |
| 2002 | „Down 4 U” (Irv Gotti The Inc. z Ashanti, Ja Rule Charli Baltimore, i Vita) | 6   | 8       | 4  | Irv Gotti Presents... The Inc.      |
| 2002 | „The Pledge” (Irv Gotti presents The Inc. z Ashanti i Caddillac Tah)        | -   | 65      | -  | Irv Gotti Presents... The Inc.      |
| 2002 | „Baby”                                                                      | 15  | 7       | -  | Ashanti                             |
| 2003 | „Mesmerize” (Ja Rule z Ashanti)                                             | 2   | 5       | 12 | The Last Temptation                 |
| 2003 | „Into You” (Fabolous z Ashanti lub Tamia)                                   | 4   | 6       | 18 | Street Dreams                       |
| 2003 | „Rock Wit U (Awww Baby)”                                                    | 2   | 4       | 7  | Chapter II                          |
| 2003 | „Rain on Me”                                                                | 7   | 2       | 19 | Chapter II                          |
| 2004 | „Breakup 2 Makeup” (remix) (z Black Child)                                  | -   | 76      | -  | Chapter II, Collectables by Ashanti |
| 2004 | „Southside” (Lloyd z Ashanti)                                               | 25  | 13      | -  | Southside                           |
| 2004 | „Jimmy Choo” (Shyne z Ashanti)                                              | -   | 55      | 98 | Godfather Buried Alive              |
| 2004 | „Wonderful” (Ja Rule z R. Kelly i Ashanti)                                  | 5   | 3       | 1  | R.U.L.E.                            |
| 2004 | „Only U”                                                                    | 13  | 10      | 2  | Concrete Rose                       |
| 2005 | „Don't Let Them”                                                            | -   | -       | 38 | Concrete Rose                       |
| 2005 | „Still on It” ( z Paul Wall i Method Man)                                   | -   | 55      | 98 | Collectables by Ashanti             |
| 2006 | „Pac’s Life” (2Pac z Ashanti i T.I.)                                        | -   | 81      | -  | Pac’s Life                          |
| 2007 | „Hey Baby (After The Club)” (feat. Mario Winans)                            | -   | 87      | -  | The Declaration                     |
| 2008 | „The Way That I Love You”                                                   | 37  | 2       | -  | The Declaration                     |
| 2008 | „Switch” (feat. Nelly)                                                      | -   | -       | -  | The Declaration                     |
| 2008 | „Body On Me (Ashanti & Nelly feat. Akon)                                    | 78  | 73      | -  | The Declaration Brass Knuckless     |
| 2008 | „Good Good”                                                                 | -   | 88      | -  | The Declaration                     |
| 2009 | „Want It, Need It” (Plies feat. Ashanti)                                    | -   | 40      | -  | Da REAList                          |